# Tristagma philippii
Tristagma philippii är en amaryllisväxtart som beskrevs av Michel Gandoger. Tristagma philippii ingår i släktet Tristagma och familjen amaryllisväxter. Inga underarter finns listade i Catalogue of Life.